# Karanganom (Klaten Utara)
Karanganom is een bestuurslaag in het regentschap Klaten van de provincie Midden-Java, Indonesië. Karanganom telt 9956 inwoners (volkstelling 2010).